# 熊本県フットサルリーグ
熊本県フットサルリーグ（くまもとけんフットサルリーグ）とは、全国の各都道府県にあるフットサルの都道府県リーグのひとつ。熊本県のクラブチームが参加するリーグである。

## 概要&レギュレーション
熊本県フットサルリーグは2部構成で構成される（2009年度）。
- 1部（6チーム）
- 2部（11チーム）

※なおこの他に、エンジョイリーグとしての位置づけである熊本県ナイターフットサルリーグがある。
※ナイターフットサルリーグと県リーグ間での昇格、降格はない。
1部リーグは2回戦の総あたりで行われる。
2部リーグは1回戦の総あたりで行われる。

### 昇格に関して
1部の1位は九州リーグ入替戦の参加権利を得る。同大会の成績により、九州リーグ2部への昇格が可能となる。
2部1位2位が1部に自動昇格、2部3位が1部6位のチームと入れ替え戦を行う。（2009年度）
尚、昇降格に関しては、九州リーグの昇格降格数により変更がある可能性がある。

## 熊本県フットサルリーグ1部
（2009年度予定）
- 熊本FC
- FS.SolBiAnca
- F.C. Moralista
- CRAQUE（2部より昇格）
- ケルケル（2部より昇格）
- ARUMA熊本（2部より昇格）

## 熊本県フットサルリーグ2部
（2009年度予定）
- FPK/CORACAO（旧 アスフィーダ熊本、1部より降格）
- 東海大学（1部より降格）
- 熊本国府高等学校サッカー部（旧 国府高校フットサル同好会、1部より降格）
- JOKER
- FC Amicale
- 熊本教員蹴友団
- 八代高専フットサル部
- EGOISTA（新規参入）
- FREE STYLE FC（新規参入）
- ANTE PRIMA（新規参入）
- INSULANO（新規参入）

## 入れ替え（2008年度）
- 1部→2部

1部5位のアスフィーダ熊本、7位の東海大学、8位の国府高校が2部へ降格。
- 2部→1部

2部優勝のCRAQUE、2位のARUMA熊本、4位のケルケルが1部へ昇格。

## 歴代優勝クラブ

### 1部リーグ
- 2006年 エスペランサ熊本（九州リーグへ昇格）
- 2007年 FUKUEI JAPAN（九州リーグへ昇格）
- 2008年 NARU（九州リーグ2部へ昇格）

### 2部リーグ
- 2008年 CRAQUE（熊本県フットサルリーグ1部へ昇格）